# Blahoviščenske
Blahoviščenske (ukrajinsky Благовіщенське) je město v Kirovohradské oblasti na Ukrajině. K roku 2025 v něm žilo přes 5 tisíc obyvatel.

## Poloha a doprava
Blahoviščenske leží v oblasti Přidněperské vysočiny na řece Syňuše, levém přítoku Jižního Bugu. Je vzdálen přibližně 200 kilometrů západně od Kropyvnyckého, správního střediska oblasti.
Východně od města prochází dálnice M 05 z Kyjeva do Oděsy.

## Dějiny
Blahoviščenske bylo založeno cukrovaru postaveného v roce 1840 u obce Hruška, podle které se následně nazývalo Hruškivskyj vysilok (Грушківський висілок). V roce 1899 do něj byla přivedena trať Hajvoronské úzkorozchodné železnice. V roce 1921 došlo k přejmenování na Blahoviščenske. Další přejmenování následovalo v roce 1924, kdy se obec začala nazývat Uljanovka k poctě Vladimira Iljiče Lenina, komunistického politika s občanským příjmením Uljanov. V roce 1938 byla Uljanovka povýšena na sídlo městského typu. K povýšení na město došlo v roce 1974.
K přejmenování zpět na Blahoviščenske došlo k 19. květnu 2016.